# Figaleia
Figaleia  este un oraș în Grecia în prefectura Elida.